# Guzmania graminifolia
Guzmania graminifolia är en gräsväxtart som först beskrevs av Éduard-François André och John Gilbert Baker, och fick sitt nu gällande namn av Lyman Bradford Smith. Guzmania graminifolia ingår i släktet Guzmania och familjen Bromeliaceae. Inga underarter finns listade i Catalogue of Life.